# Japanische Badminton-Mannschaftsmeisterschaft
Japanische Badminton-Mannschaftsmeisterschaften (jap. 全日本実業団バドミントン選手権大会, Zennihon jitsugyōdan badominton senshuken taikai) werden seit 1952 ausgetragen. Es handelt sich dabei um Meisterschaften von Werksteams, wobei getrennte Wettbewerbe für Herren- und Damenteams ausgetragen werden. 2019 fanden die Meisterschaften zum 69. Mal statt.

## Die Mannschaftsmeister
| 1     | 1952      | Tokio                     | Nippon Paper Industries (Toyama)           | Toyota Motor Corporation (Präfektur Aichi) | Toyota Motor Corporation (Präfektur Aichi)   | Nippon Columbia (Präfektur Kanagawa)         |                   |                   |
| 2     | 1953      | Yokohama                  | Nippon Paper Industries (Toyama)           | Naruto Sport (Präfektur Kanagawa)          | Toyota Motor Corporation (Präfektur Aichi)   | Nippon Columbia (Präfektur Kanagawa)         |                   |                   |
| 3     | 1954      | Nagasaki                  | Nippon Paper Industries (Toyama)           | Nissan Motors (Präfektur Kanagawa)         | Toyota Motor Corporation (Präfektur Aichi)   | Nippon Columbia (Präfektur Kanagawa)         |                   |                   |
| 4     | 1955      | Nagoya                    | Nippon Kōkan (Präfektur Kanagawa)          | Toyota Motor Corporation (Präfektur Aichi) | Sendai Yūsei-Kyoku (Präfektur Miyagi)        | Nippon Columbia (Präfektur Kanagawa)         |                   |                   |
| 5     | 1956      | Takaoka                   | Nippon Paper Industries (Toyama)           | Nippon Kōkan (Präfektur Kanagawa)          | Nippon Columbia (Präfektur Kanagawa)         | Sendai Yūsei-Kyoku (Präfektur Miyagi)        |                   |                   |
| 6     | 1957      | Takamatsu                 | Nippon Paper Industries (Toyama)           | Nippon Kōkan (Präfektur Kanagawa)          | Okayama City Hall (Okayama)                  | Toyota Motor Corporation (Präfektur Aichi)   |                   |                   |
| 7     | 1957      | Gifu                      | Nippon Paper Industries (Toyama)           | Nippon Kōkan (Präfektur Kanagawa)          | Akiyama Bookkeeping (Präfektur Kagawa)       | Okayama City Hall (Okayama)                  |                   |                   |
| 8     | 1958      | Sapporo                   | Nippon Paper Industries (Toyama)           | Nippon Kōkan (Präfektur Kanagawa)          | Accounting Office Morioka (Präfektur Kagawa) | Okayama City Hall (Okayama)                  |                   |                   |
| 9     | 1959      | Zentsūji                  | Nippon Paper Industries (Toyama)           | Sapporo Railway Administration (Hokkaidō)  | Takaoka City Hall (Toyama)                   | Accounting Office Morioka (Präfektur Kagawa) |                   |                   |
| 10    | 1960      | Nagoya                    | Nippon Paper Industries (Toyama)           | NTT Tokio (Tokio)                          | Takaoka City Hall (Toyama)                   | Tekoku Oil (Präfektur Akita)                 |                   |                   |
| 11    | 1961      | Kurashiki                 | Nippon Paper Industries (Toyama)           | NTT Tokio (Tokio)                          | Tekoku Oil (Präfektur Akita)                 | Takaoka City Hall (Toyama)                   |                   |                   |
| 12    | 1962      | Kumamoto                  | NTT Tokio (Tokio)                          | Toyota Motor Corporation (Präfektur Aichi) | Kanamori (Toyama)                            | TKE Railroad (Präfektur Kagawa)              |                   |                   |
| 13    | 1963      | Sanjo                     | Toyota Motor Corporation (Präfektur Aichi) | NTT Tokio (Tokio)                          | Tekoku Oil (Präfektur Akita)                 | TKE Railroad (Präfektur Kagawa)              |                   |                   |
| 14    | 1964      | Matsuyama                 | Toyota Motor Corporation (Präfektur Aichi) | NTT Tokio (Tokio)                          | TKE Railroad (Präfektur Kagawa)              | Toyota Motor Corporation (Präfektur Aichi)   |                   |                   |
| 15    | 1965      | Kitakyūshū                | Toyota Motor Corporation (Präfektur Aichi) | NTT Tokio (Tokio)                          | TKE Railroad (Präfektur Kagawa)              | Toyota Motor Corporation (Präfektur Aichi)   |                   |                   |
| 16    | 1966      | Osaka                     | Toyota Motor Corporation (Präfektur Aichi) | NTT Tokio (Tokio)                          | TKE Railroad (Präfektur Kagawa)              | NTT Tokio (Tokio)                            |                   |                   |
| 17    | 1967      | Katsuyama                 | Toyota Motor Corporation (Präfektur Aichi) | Yoneyama (Tokio)                           | TKE Railroad (Präfektur Kagawa)              | NTT Tokio (Tokio)                            |                   |                   |
| 18    | 1968      | Isahaya                   | Toyota Motor Corporation (Präfektur Aichi) | NTT Tokio (Tokio)                          | NTT Tokio (Tokio)                            | Hokushin Electric (Tokio)                    |                   |                   |
| 19    | 1969      | Kamaishi                  | Toyota Motor Corporation (Präfektur Aichi) | NTT Tokio (Tokio)                          | Toyota Motor Corporation (Präfektur Aichi)   | Toyota (Präfektur Aichi)                     |                   |                   |
| 20    | 1970      | Takamatsu                 | Yoneyama (Tokio)                           | Toyota Motor Corporation (Präfektur Aichi) | TKE Railroad (Präfektur Kagawa)              | Mitsubishi Kyōto (Kyōto)                     |                   |                   |
| 21    | 1971      | Kagoshima                 | Toyota Motor Corporation (Präfektur Aichi) | NTT Tokio (Tokio)                          | Hyakujushi Bank (Präfektur Kagawa)           | NTT Tokio (Tokio)                            |                   |                   |
| 22    | 1972      | Mobara                    | Takaoka City Hall (Toyama)                 | Kawasaki Rackets (Tokio)                   | Mitsubishi Itami (Präfektur Hyōgo)           | NTT Tokio (Tokio)                            |                   |                   |
| 23    | 1973      | Ishioka                   | NTT Tokio (Tokio)                          | Yoneyama (Tokio)                           | Yoneyama (Tokio)                             | Hyakujushi Bank (Präfektur Kagawa)           |                   |                   |
| 24    | 1974      | Matsusaka                 | NTT Tokio (Tokio)                          | Takaoka City Hall (Toyama)                 | Kawasaki Rackets (Tokio)                     | NTT Tokio (Tokio)                            |                   |                   |
| 25    | 1975      | Takaoka                   | Takaoka City Hall (Toyama)                 | NTT Tokio (Tokio)                          | Kawasaki Rackets (Tokio)                     | NTT Tokio (Tokio)                            |                   |                   |
| 26    | 1976      | Fujisawa                  | NTT Tokio (Tokio)                          | Takaoka City Hall (Toyama)                 | Suntory (Osaka)                              | Yonex (Tokio)                                |                   |                   |
| 27    | 1977      | Osaka Kyōto               | Kawasaki Rackets (Tokio)                   | NTT Tokio (Tokio)                          | Suntory (Osaka)                              | Kawasaki Rackets (Tokio)                     |                   |                   |
| 28    | 1978      | Tokio                     | NTT Tokio (Tokio)                          | Yonex (Tokio)                              | Suntory (Osaka)                              | Kawasaki Rackets (Tokio)                     |                   |                   |
| 29    | 1979      | Okayama Kurashiki         | Yonex (Tokio)                              | NTT Tokio (Tokio)                          | Suntory (Osaka)                              | Kawasaki Rackets (Tokio)                     |                   |                   |
| 30    | 1980      | Niihama                   | Yonex (Tokio)                              | Takaoka City Hall (Toyama)                 | Suntory (Osaka)                              | Kawasaki Rackets (Tokio)                     |                   |                   |
| 31    | 1981      | Nagoya                    | NTT Tokio (Tokio)                          | Takaoka City Hall (Toyama)                 | Yonex (Tokio)                                | Sanyo (Osaka)                                |                   |                   |
| 32    | 1982      | Tachikawa                 | NTT Tokio (Tokio)                          | Yonex (Tokio)                              | Suntory (Osaka)                              | Yonex (Tokio)                                |                   |                   |
| 33    | 1983      | Sapporo                   | NTT Tokio (Tokio)                          | Yonex (Tokio)                              | Suntory (Osaka)                              | Matsumoto Gumi (Okayama)                     |                   |                   |
| 34    | 1984      | Osaka                     | NTT Tokio (Tokio)                          | Yonex (Tokio)                              | Suntory (Osaka)                              | Yonex (Tokio)                                |                   |                   |
| 35    | 1985      | Fujisawa                  | NTT (Tokio)                                | Toyota Motor Corporation (Präfektur Aichi) | Sanyo (Osaka)                                | Suntory (Osaka)                              |                   |                   |
| 36    | 1986      | Kyōto                     | NTT (Tokio)                                | Toyota Motor Corporation (Präfektur Aichi) | Sanyo (Osaka)                                | Suntory (Osaka)                              |                   |                   |
| 37    | 1987      | Nagoya                    | NTT (Tokio)                                | Yonex (Tokio)                              | Sanyo (Osaka)                                | NTT Tokio (Tokio)                            |                   |                   |
| 38    | 1988      | Kanazawa                  | NTT (Tokio)                                | Nihondensō (Präfektur Mie)                 | Sanyo (Osaka)                                | Yonex (Tokio)                                |                   |                   |
| 39    | 1989      | Okayama                   | NTT (Tokio)                                | Nihondensō (Präfektur Mie)                 | Suntory (Osaka)                              | Sanyo (Osaka)                                |                   |                   |
| 40    | 1990      | Kōbe                      | NTT (Tokio)                                | NTT Kansai (Osaka)                         | Suntory (Osaka)                              | Yonex (Tokio)                                |                   |                   |
| 41    | 1991      | Sendai                    | NTT (Tokio)                                | NTT Hokkaidō (Hokkaidō)                    | Suntory (Osaka)                              | Yonex (Tokio)                                |                   |                   |
| 42    | 1992      | Hiroshima                 | NTT (Tokio)                                | NTT Kansai (Osaka)                         | NTT (Tokio)                                  | Suntory (Osaka)                              |                   |                   |
| 43    | 1993      | Takaoka Shinminato Kosugi | NTT (Tokio)                                | Tonami (Toyama)                            | Suntory (Osaka)                              | NTT (Tokio)                                  |                   |                   |
| 44    | 1994      | Fukuoka                   | NTT (Tokio)                                | Unisys (Tokio)                             | Suntory (Osaka)                              | NTT (Tokio)                                  |                   |                   |
| 45    | 1995      | Sapporo                   | NTT (Tokio)                                | Unisys (Tokio)                             | Suntory (Osaka)                              | NTT (Tokio)                                  |                   |                   |
| 46    | 1996      | Tokio                     | Tonami (Toyama)                            | NTT (Tokio)                                | Sanyo (Osaka)                                | Sankyo Tateyama (Toyama)                     |                   |                   |
| 47    | 1997      | Yatsushiro                | YKK Kyushu (Kumamoto)                      | NTT (Tokio)                                | Sanyo (Osaka)                                | Sankyo Tateyama (Toyama)                     |                   |                   |
| 48    | 1998      | Nagoya                    | NTT (Tokio)                                | Unisys (Tokio)                             | Sanyo (Osaka)                                | Sankyo Tateyama (Toyama)                     |                   |                   |
| 49    | 1999      | Nagaokakyō                | NTT (Tokio)                                | Unisys (Tokio)                             | Sanyo (Osaka)                                | Sankyo Tateyama (Toyama)                     |                   |                   |
| 50    | 2000      | Tokio                     | Tonami (Toyama)                            | NTT Hokkaidō (Hokkaidō)                    | Sanyo (Osaka)                                | Sankyo Tateyama (Toyama)                     |                   |                   |
| 51    | 2001      | Matsuyama                 | NTT (Tokio)                                | Tonami (Toyama)                            | Sanyo (Osaka)                                | NEC Sagamihara (Präfektur Kanagawa)          |                   |                   |
| 52    | 2002      | Kōriyama Sukagawa         | NTT (Tokio)                                | Tonami (Toyama)                            | Yonex (Tokio)                                | Sanyo (Osaka)                                |                   |                   |
| 53    | 2003      | Okayama                   | Tonami (Toyama)                            | NTT (Tokio)                                | NEC (Kumamoto)                               | Yonex (Tokio)                                |                   |                   |
| 54    | 2004      | Nagoya                    | Tonami (Toyama)                            | NTT (Tokio)                                | Sanyo (Osaka)                                | Yonex (Tokio)                                |                   |                   |
| 55    | 2005      | Osaka                     | NTT (Tokio)                                | Unisys (Tokio)                             | Sanyo (Osaka)                                | Yonex (Tokio)                                |                   |                   |
| 56    | 2006      | Tokio                     | Unisys (Tokio)                             | NTT (Tokio)                                | Sanyo (Osaka)                                | NEC (Kumamoto)                               |                   |                   |
| 57    | 2007      | Sapporo                   | Tonami (Toyama)                            | NTT (Tokio)                                | Sanyo (Osaka)                                | Yonex (Tokio)                                |                   |                   |
| 58    | 2008      | Yatsushiro                | NTT (Tokio)                                | Tonami (Toyama)                            | NEC (Kumamoto)                               | Sanyo (Osaka)                                |                   |                   |
| 59    | 2009      | Hiroshima                 | Tonami (Toyama)                            | NTT (Tokio)                                | Sanyo (Osaka)                                | NEC (Kumamoto)                               |                   |                   |
| 60    | 2010      | Kōbe                      | Tonami (Toyama)                            | NTT (Tokio)                                | Renesas (Kumamoto)                           | Unisys (Tokio)                               |                   |                   |
| 61    | 2011      | Kanazawa                  | Tonami (Toyama)                            | Unisys (Tokio)                             | Panasonic (Osaka)                            | NTT (Tokio)                                  |                   |                   |
| 62    | 2012      | Nagoya                    | Unisys (Tokio)                             | Tonami (Tokio)                             | Panasonic (Osaka)                            | Unisys (Tokio)                               |                   |                   |
| 63    | 2013      | Sapporo                   | Unisys (Tokio)                             | NTT (Tokio)                                | Unisys (Tokio)                               | Renesas (Kumamoto)                           |                   |                   |
| 64    | 2014      | Takamatsu Sakaide         | NTT (Tokio)                                | Unisys (Tokio)                             | Unisys (Tokio)                               | Renesas (Kumamoto)                           |                   |                   |
| 65    | 2015      | Kyōto Nagaokakyō          | Tonami (Toyama)                            | NTT (Tokio)                                | Unisys (Tokio)                               | Saishunkan Co. (Kumamoto)                    |                   |                   |
| 66    | 2016      | Fukui Nagaokakyō          | Tonami (Toyama)                            | Unisys (Tokio)                             | Saishunkan Co. (Kumamoto)                    | Unisys (Tokio)                               |                   |                   |
| 67    | 2017      | Akita Nagaokakyō          | Unisys (Tokio)                             | Tonami (Toyama)                            | Unisys (Tokio)                               | Hokuto Bank (Akita)                          |                   |                   |
| 68    | 2018      | Kyōto Yamaguchi           | Tonami (Toyama)                            | Unisys (Tokio)                             | Unisys (Tokio)                               | Yonex (Tokio)                                |                   |                   |
| 69    | 2019      | Fukaya Nagaokakyō         | Unisys (Tokio)                             | NTT (Tokio)                                | Saishunkan Co. (Kumamoto)                    | Unisys (Tokio)                               |                   |                   |
| 70 71 | 2020 2021 | nicht ausgetragen         | nicht ausgetragen                          | nicht ausgetragen                          | nicht ausgetragen                            | nicht ausgetragen                            | nicht ausgetragen | nicht ausgetragen |
| 72    | 2022      | Osaka                     | Biprogy (Tokio)                            | NTT (Tokio)                                | Yonex (Tokio)                                | Saishunkan Co. (Kumamoto)                    |                   |                   |
| 73    | 2023      | Nagoya                    | NTT (Tokio)                                | Tonami (Toyama)                            | Biprogy (Tokio)                              | Saishunkan Co. (Kumamoto)                    |                   |                   |
| 74    | 2024      | Sendai                    | Biprogy (Tokio)                            | Tonami (Toyama)                            | Biprogy (Tokio)                              | Saishunkan Co. (Kumamoto)                    |                   |                   |
| 75    | 2025      | Matsuyama                 | Hitachi (Yokohama)                         | NTT (Tokio)                                | Saishunkan Co. (Kumamoto)                    | Biprogy (Tokio)                              |                   |                   |